# Vársomlyó

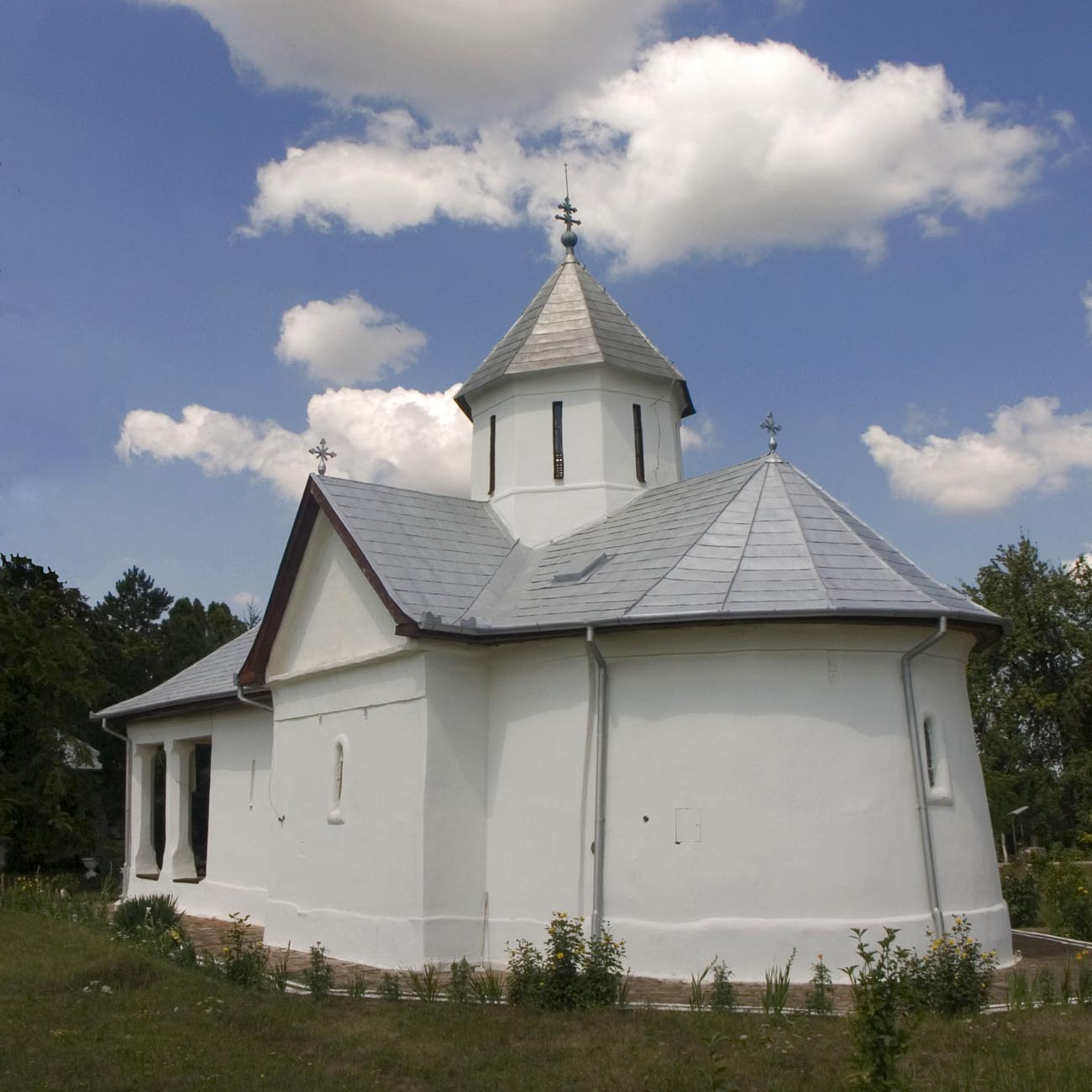
A kolostor régi temploma

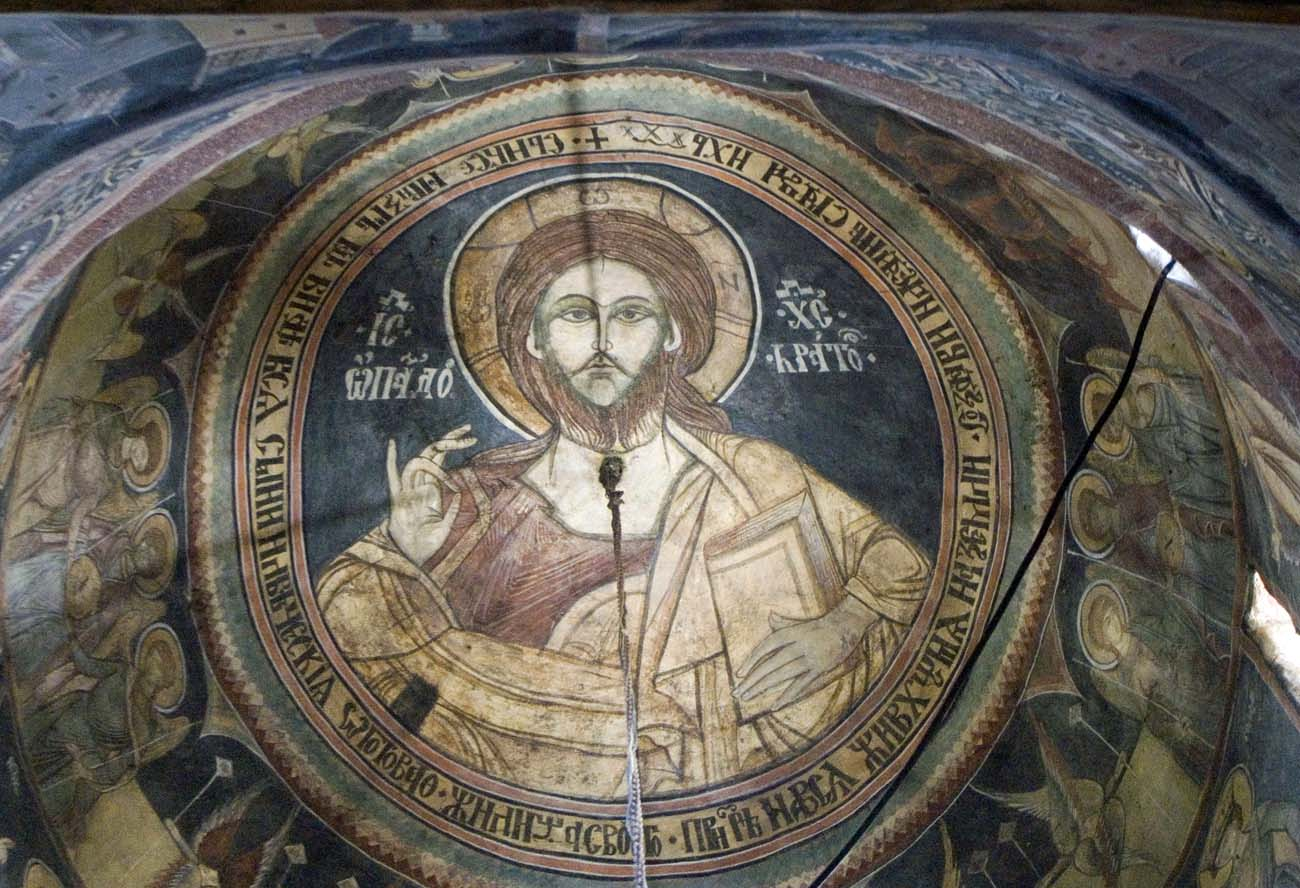
A Pantokrátor a kolostortemplom kupoláján

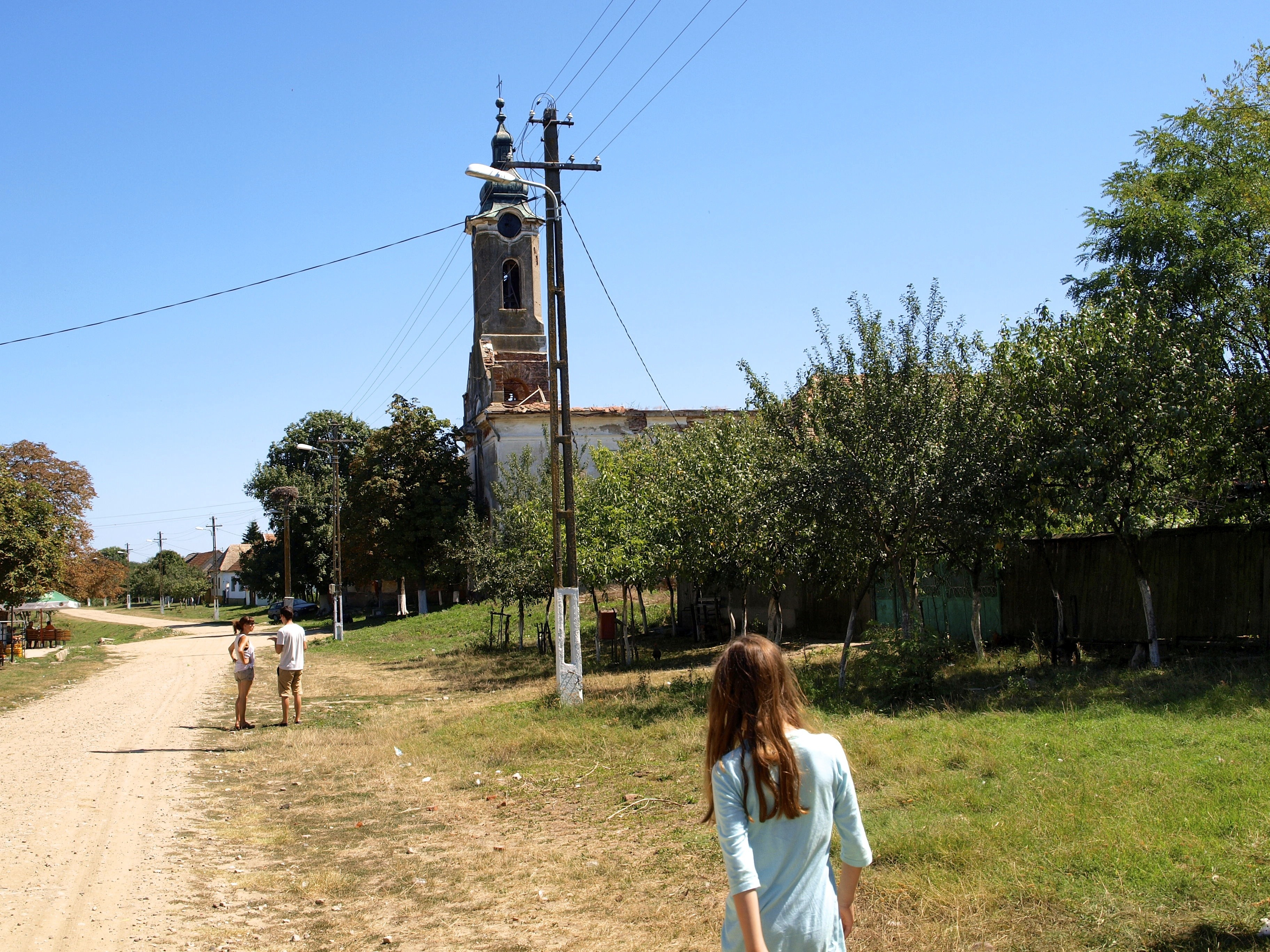
Az evangélikus templom

Vársomlyó, 1910-ig Kissemlak (Pernyáva, románul: Șemlacu Mic, helyi nevén Pârneava, németül: Kleinschemlak, nyelvjárásban Schumlok, szerbül Semljuga) falu Romániában, a Bánátban.

## Fekvése
Temesvártól 67 kilométerre délkeletre fekvő, sakktábla alaprajzú település.

## Nevének eredete
A kolostor körül kialakult szerb falut először 1569-ben említette egy török irat, Moraviča néven (átírásban). Ez a név, amelyet a kolostor és a falu kétségtelenül a mellette folyó patakról vett át, 1700 körül ismét előfordul, mint Moravicza. Úgy látszik azonban, hogy a románba nem ez került át, mert 1800-ban a Pernyavcza, 1808-ban pedig Monastir formában adták meg (valószínűleg a kolostor) román nevét. A német telepítésű falu nevét Nagysemlak-ról, a későbbi Mezősomlyóról kapta. Ennek adaptált változata később mind a magyarban (Kis-Semlak, 1808), mind a románban felülkerekedett. A 20. század elején Kissomlyó késő középkori váráról nevezték el, amely azonban nem a falu határában állt, hanem a Sümeg-hegy keleti lejtőjén, Nagysemlaktól északnyugatra. Az új név mintája a középkori Érsomlyó (Versec) és Mezősomlyó (Nagysemlak mellett) lehetett.

## Története
A kolostor mellett a 15. vagy a 16. században alakult ki egy Moravica nevű szerb falu, amelynek lakói az 1738–39-es török betörés alatt elmenekültek vagy elpusztultak. 1771-ben már egy tizenöt házból álló, Párneavorica nevű román falu állt a helyén. Lakói főként juhot tartottak, nyolcszáz meggyfájuk és egy vízimalmuk volt és robotot teljesítettek a kolostornak. Birtokosa, Jovan Ostojić, először vadkerti svábokat telepített be 1805-ben, de ők még a következő évben visszatértek Vadkertre. Ezután román lakóit 1811-ig Nagysemlakra költöztette és 1816–18-ban tizenhat–tizennyolc württembergi evangélikus telepes családot hívott be. Ugyanakkor kiépítették az új települést Gátaljával összekötő utat is, melynek mentét eperfákkal ültették be, hogy a selyemhernyó-tenyésztésből mellékjövedelemre is szert tegyenek. (Sajnos az önkormányzat az eperfákat 2004–05-ben kivágatta.) Később, a 19. század folyamán, lieblingi, ferencfalvi, bulkeszi, ósziváci, újverbászi, buttyini, birdai és szepességi családok is betelepültek, a kissemlaki németek közül pedig sokan Klopodiára és Sipetre költöztek, majd 1907–09 után részt vettek Waldau település benépesítésében. Evangélikus egyházközsége 1816 és 27 között Liebling, 1827 és 34 között Buttyin leányegyháza volt, 1834-től saját lelkész szolgálta. Iskolájukat 1834-ben alapították, és az oktatás az 1903–08 és 1945–56 közötti évek kivételével 1964-ig zajlott benne német nyelven. (Mára semmilyen iskolája sem működik.) 1855-ben szervezték meg a földesúrtól független, saját községi közigazgatását. 1944. szeptember 13-án, a front közeledte miatt lakóinak többsége nyugatra menekült, és a következő hónapokat részben Felső-Ausztriában, részben Csehországban töltötték. Az otthon maradottakat kiforgatták vagyonukból, a munkaképes korúakat 1945 januárjában a Szovjetunióba hurcolták kényszermunkára. Helyükre a román állam főként erdélyi román telepeseket költöztetett. Az 1944-ben elmenekült svábok egy része 1947-ben visszatért. 1951-ben újabb deportálásra került sor, ezúttal a szerb határ vidékéről német családokat telepítettek a Bărăganra. Megmaradt sváb lakossága a megnehezült megélhetés és a német iskola bezárása miatt főként nagyobb német lakosságú településekre költözött, és 1974-ben már csak egyetlen sváb család élt a faluban.
1880-ban 489 lakosából 432 volt német, 14 szlovák, 10 magyar és 7 román anyanyelvű; 445 evangélikus, 15 római katolikus, 11 református, 9 zsidó és 8 ortodox vallású.
2002-ben 198 ortodox vallású román lakosa volt.

## Nevezetességek
- A falutól nyugatra fekvő Săraca ortodox kolostor (a név jelentése 'szegény', és százötven éves pusztulása alatt kapta, korábban Șemliug néven is ismerték, szerbül Semljuga Saraki) első alapítójának a hagyomány Brankovics György szerb despotát tartja, aki 1448-tól birtokolta a somlyói uradalmat. Bár a 15. századi alapítás valószínű, első írásos említése 1569-ből maradt fönn. A régi kolostortemplom építésének idejét egyéb szempontok alapján is a 15. század elejére vagy közepére teszik. A régészeti feltárások alapján sem világos azonban, hogy a centrális elrendezésű, középen kupolával fedett templom eredetileg görög vagy latin kereszt alaprajzzal épült-e. Pronaosza 5,5×2,8, hajója 8×5 méteres, félkör záródású, félkupolás szentélye 4,5 méter átmérőjű volt. A szentély fölött ma tornyot találunk. 1730-ban Duricko Lazarević építtette újjá, Andreja és fiai, Andreja, Jovan és Kirijako pedig a Horezu-kolostor mintájára, a havasalföldi eredetű Brâncoveanu-stílusban festették ki. A szerzetesi élet azonban csak 1778-ig folyhatott falai között, amikor II. József rendeletére összevonták a meszicsi kolostorral, és nemsokára oda szállították át ikonjait és kegytárgyait is. Az épület 1782-ben, árverésen Jovan Ostojić temesvári szerb kereskedő birtokába került, aki a templomot családi temetkezőhellyé alakította. A kolostort százötven évi szünet után a karánsebesi ortodox püspökség alapította újra 1932-ben. A kommunista állam 1959-ben megszüntette. A templomot a falu román lakói használták, és az ezt követő években az egyház felújította. 1987-ben negyedszer is újjáalapították a kolostort, 2001 és 2005 között pedig új, nagyobb templomot építettek hozzá.
- A falu peremén 1859-ben, neogótikus stílusban épült fel a hatszáz férőhelyesre tervezett evangélikus templom. Az 1970-es évek óta nem tartottak benne istentiszteletet, harangját 1987-ben Péterfalvára vitték. A 2000-es években rommá vált.